# Marina Fischer-Kowalski
Marina Fischer-Kowalski (* 15. Jänner 1946 in Wien) ist eine österreichische Soziologin, Sozialökologin und emeritierte Universitätsprofessorin für Soziale Ökologie an der Alpen-Adria-Universität Klagenfurt sowie Gründerin des Instituts für Soziale Ökologie in Wien.

## Leben
Die Tochter des Politikers und Schriftstellers Ernst Fischer und dessen Frau aus erster Ehe, der politischen Aktivistin und Kulturschaffenden Ruth von Mayenburg, promovierte (Universität Wien, 1971) und habilitierte sich im Fach Soziologie an der Universität Graz (1985). Sie war zunächst am Institut für Höhere Studien (Wien) und bei der OECD (Paris) wissenschaftlich tätig sowie als Gastprofessorin in Australien (Griffith), Dänemark (Roskilde), USA (Yale) und Brasilien (Rio de Janeiro), bis sie 2003 als Professorin für Soziale Ökologie an die Universität Klagenfurt berufen wurde.
Zu ihren Forschungsfeldern zählen schwerpunktmäßig: Soziale Ökologie, Gesellschaftlicher Stoffwechsel, Sustainability transitions, Theorien des sozialen Wandels, Umweltsoziologie, Gesellschaftliche Ressourcennutzung und Umweltinformationssysteme.
Neben anderen Funktionen ist Fischer-Kowalski derzeit Vorsitzende des wissenschaftlichen Beirats des Potsdam Instituts für Klimafolgenforschung (PIK) und Mitglied des Editorial Board des Journal of Industrial Ecology (JIE) sowie der Zeitschrift GAIA. Von 2007 bis 2009 war sie Präsidentin der International Society for Industrial Ecology (ISIE) und von 2013  bis 2015 Präsidentin der International Society for Ecological Economics (ISEE). Zudem war sie (Mit)gründerin und langjährige Redakteurin der Österreichischen Zeitschrift für Soziologie.

## Wissenschaftlicher Beitrag
Fischer-Kowalskis Forschungsinteressen erstrecken sich über verschiedene Disziplinen (darunter Soziologie, Ökonomie, Biologie, Energieforschung, Geschichte), in denen sie in Teamkollaborationen nach interdisziplinären Lösungen sucht. Ihre Arbeiten haben zu folgenden Forschungsfeldern beigetragen: Zusammenhang von langfristigen sozialen und ökologischen Veränderungen; Material- und Energieflussanalysen und Ressourceneffizienz; sozialökologische Systemübergänge; Energie, Gesellschaft und Arbeit sowie transdisziplinäre Ansätze für sozialökologische Nachhaltigkeitstransformationen.
Fischer-Kowalskis wichtigste Erfolge bestehen in der Etablierung theoretischer Grundlagen und einer Reihe von empirischen Arbeiten auf dem Gebiet der Sozialökologie einerseits und andererseits in der Entwicklung international anerkannter methodischer Standards und standardisierter Datenbanken für die Material- und Energieflussrechnung (innerhalb der EU und in Japan sowie auf globaler Ebene). Diese Daten dienen als biophysische Ergänzung ökonomischer Berichterstattung, und als Abbild der Beanspruchung natürlicher Ressourcen durch wirtschaftliche Aktivität.
Der Ansatz des Gesellschaftlichen Stoffwechsels wurde von Fischer-Kowalski entwickelt. Er dient der Feststellung, welche und wie viele Ressourcen die Menschheit verbraucht und wie der steigende Ressourcenverbrauch zu Verteilungskämpfen führt. Damit kommt diesem Ansatz eine wichtige globale und gesellschaftspolitische Bedeutung für die Friedenssicherung zu. Laut Fischer-Kowalski sei „eine drastische Änderungen unseres Lebens- und Wirtschaftssystems“ nötig, um die Verteilungsgerechtigkeit zu verbessern: „Man kann das Wirtschaftswachstum ressourcenschonender gestalten – auch wenn das nicht einfach ist“.

## Auszeichnungen
Im Oktober 2015 wurde Fischer-Kowalski das Österreichische Ehrenkreuz für Wissenschaft und Kunst I. Klasse verliehen.

## Veröffentlichungen
Autorin
- mit Peter Seidl: Von den Tugenden der Weiblichkeit. Mädchen und Frauen im österreichischen Bildungssystem. Verlag für Gesellschaftskritik, Wien 1986, ISBN 3-900351-59-7.
- Große Freiheit für kleine Monster? Alternativschulen und Regelschulen im Vergleich. Verlag für Gesellschaftskritik, Wien 1995, ISBN 3-85115-211-5.
- Halbstarke 1958, Studenten 1968. Eine Generation und zwei Rebellionen. In: Ulf Preuss-Lausitz u. a. (Hrsg.): Kriegskinder, Konsumkinder, Krisenkinder. Zur Sozialisationsgeschichte seit dem Zweiten Weltkrieg. 4. Auflage. Beltz, Weinheim 1995, S. 53–70, ISBN 3-407-34024-9.
- Gesellschaftlicher Stoffwechsel und Kolonisierung von Natur. Ein Versuch in sozialen Ökologie. Gordon & Breach, Amsterdam 1997, ISBN 90-5708-017-6.

Herausgeberin
- mit Josef Bucek: Lebensverhältnisse in Österreich. Klassen und Schichten im Sozialstaat. Campus, Frankfurt am Main/New York 1980, ISBN 3-593-32691-4.
- Öko-Bilanz Österreich. Zustand, Entwicklungen, Strategien. Falter, Wien 1988, ISBN 3-462-01884-1.
- Kindergruppenkinder. Selbstorganisierte Alternativen zum Kindergarten. Verlag für Gesellschaftskritik, Wien 1991, ISBN 3-85115-136-4.
- Gesellschaftlicher Stoffwechsel und Kolonisierung von Natur. Ein Versuch in Sozialer Ökologie. Gordon & Breach, Amsterdam 1997, ISBN 90-5708-018-4.
- mit Helmut Haberl: Socioecological Transitions and Global Change. Trajectories of Social Metabolism and Land Use. Edward Elgar 2007, ISBN 978-1-84720-340-3.